# Línea 45 de TMB
La línea 45 fue una línea regular de autobús urbano de la ciudad de Barcelona, gestionada por la empresa TMB. Hacia  su recorrido entre el Pº Marítimo y Horta, con una frecuencia en hora punta de 10-12min. Sustituida Parcialmente por la Línea V25 Nova Icaria/Horta 

## Horarios
| 45         | Primer servicio A: Horta | Primer servicio A: Pº Marítimo | Último servicio A: Horta | Último servicio A: Pº Marítimo |
| Laborables | 06:45                    | 06:00                          | 22:35                    | 22:30                          |
| Sábados    | 07:45                    | 07:00                          | 22:35                    | 22:30                          |
| Festivos   | 08:40                    | 07:50                          | 22:35                    | 22:30                          |

## Recorrido
- De Pº Marítimo a Horta por: Pº Marítimo, Almirante Cervera, Pº Juan de Borbón, Pº Colón, Vía Layetana, Pl. Urquinaona, Roger de Lauria, Rosellón, Pº San Juan, Industria, Pº Maragall, Horta y Palafox.

- De Horta a Pº Marítimo por: Campoamor, Ctra. Horta, Av. del Estatuto de Cataluña, Lisboa, Pº Maragall, San Antonio María Claret, Pº San Juan, Córcega, Bruch, Mallorca, Pau Claris, Pl. Urquinaona, Vía Layetana, Pº Colón, Pº Juan de Borbón y Pº Marítimo.

## Otros datos
| Prestación                   | Disponibilidad en la línea |
| ---------------------------- | -------------------------- |
| Adaptada a                   | Sí                         |
| TMB iBus (tiempo de espera ) | Sí                         |
| Pantallas informativas       | Sí                         |
| Línea de tránsito rápido     | No                         |
| Circula en días festivos     | Sí                         |